# 加藤克佳
加藤 克佳（かとう かつよし、1956年8月3日 - ）は、日本の法学者。専門は刑事法学（特に、刑事再審制度、犯罪被害者と刑事手続、裁判員制度など）。愛知大学法学部・大学院法務研究科教授、名城大学法学部・大学院法学研究科教授を経て、専修大学大学院法務研究科教授。弁護士。

## 経歴
愛知県名古屋市出身。1975年に愛知県立旭丘高等学校、1980年に早稲田大学法学部をそれぞれ卒業。1982年、早稲田大学大学院法学研究科修士課程修了、1985年、同大学大学院法学研究科博士課程単位修得退学。その後、日本学術振興会特別研究員（PD）、駒澤大学法学部講師などを務める。
1991年に愛知大学法学部助教授、同大学大学院法学研究科助教授を経て、1996年に同大学法学部・大学院法学研究科教授となる。1996年より1998年まで、ドイツ・アウクスブルク大学法学部（客員教授）、ルートヴィヒ・マクシミリアン大学ミュンヘン法学部全刑法学研究所（客員研究員）で在外研究を行う。愛知学院大学法学部講師、名城大学法学部講師、中京大学法学部講師、名古屋大学大学院法学研究科講師などを歴任。
2002年、司法試験考査委員（刑事訴訟法）となる（2009年まで）。2002年、弁護士（愛知県弁護士会）となる（現在に至る）。2006年、日本学術会議連携会員となる（2020年まで）。2010年、国際協力機構（JICA）・刑事法アドバイザリー・グループ委員となる（現在に至る）。
愛知大学法学部長（2003年 - 2007年）、学校法人愛知大学理事（2003年 - 2007年）、愛知大学大学院法学研究科長（2003年 - 2009年）、愛知大学大学院法務研究科（法科大学院）教授（2004年 - 2010年）、同法科大学院副院長（2004年 - 2007年）、同法科大学院院長（2007年 - 2009年）を歴任し、2010年より名城大学法学部・大学院法学研究科教授（2017年まで）。信州大学大学院法曹法務研究科（法科大学院）講師、アウクスブルク大学法学部客員教授、パッサウ大学法学部客員教授などを併任。2017年より専修大学大学院法務研究科（法科大学院）教授となる（現在に至る）。

## 著作
- 『ポイントレクチャー刑事訴訟法』（共著）（有斐閣、2018年）
- 『市民社会と刑事司法』（共編訳）（成文堂、2013年）
- 『判例講義・刑事訴訟法』（共編著）（悠々社、2012年）
- 『刑罰論と刑罰正義』（共著）（成文堂、2012年）
- 『１つの事件２つの制度－アメリカとドイツの刑事手続』（共訳）（成文堂、2010年）
- 『法科大学院ケースブック刑事訴訟法〔第2版〕』（共編著）（日本評論社、2007年）
- 『刑事訴訟法講義』（共著）（八千代出版、2007年）
- 『現代青林講義・刑事訴訟法〔第3版〕』（共著）（青林書院、2006年）

## 所属学会
- 日本刑法学会
- 日米法学会
- 日本被害者学会
- 法と心理学会
- 独日法律家協会
- Deutscher Juristentag（ドイツ法曹大会）